# Лантана (фильм)
«Лантана» — австралийский фильм 2001 года.

## Сюжет
Фильм назван по имени одного из пригородов Сиднея, который в свою очередь получил название по одноимённому растению. В этом пригороде живут действующие лица фильма: офицер полиции Леон Цейт с женой Соней, Джэйн, только что пережившая развод, семейная пара Валери и Джон. По ходу фильма их жизни сплетаются в один клубок, хотя сами они не только не подозревают этого, но некоторые даже не знают о существовании друг друга.

## В ролях
| Актёр           | Роль   |
| --------------- | ------ |
| Энтони Лапалья  | Леон   |
| Джеффри Раш     | Джон   |
| Барбара Херши   | Валери |
| Керри Армстронг | Соня   |
| Рэйчел Блейк    | Джэйн  |
| Винс Колосимо   | Ник    |